# Paulhac-en-Margeride
Paulhac-en-Margeride è un comune francese di 112 abitanti situato nel dipartimento della Lozère nella regione dell'Occitania.

## Società

### Evoluzione demografica
Abitanti censiti